# Гута-Бардзинська
Гута-Бардзинська (пол. Huta Bardzyńska) — село в Польщі, у гміні Далікув Поддембицького повіту Лодзинського воєводства.
Населення — 27 осіб (2011).
У 1975-1998 роках село належало до Серадзького воєводства.

## Демографія
Демографічна структура станом на 31 березня 2011 року:
|          | Загалом | Допрацездатний вік | Працездатний вік | Постпрацездатний вік |
| -------- | ------- | ------------------ | ---------------- | -------------------- |
| Чоловіки | 15      | 2                  | 13               | 0                    |
| Жінки    | 12      | 2                  | 6                | 4                    |
| Разом    | 27      | 4                  | 19               | 4                    |